# Henriette Koch
Henriette Koch (født 3. april 1985) er en dansk sejlsportskvinde, der sejler 470-jolle sammen med Lene Sommer og deltog i OL 2012 i denne båd med en sekstendeplads som resultat. Koch er skipper i båden.
Koch begyndte at sejle som niårig i 1994, og hun kom første gang på landsholdet i 2005. Hun har i hele sin landsholdskarriere sejlet 470-jolle fast sammen med Lene Sommer, og parrets bedste resultater omfatter guld ved U21-VM i 2006, sejr i World Cuppen i 2009 og en tredjeplads i 2010 samt en femteplads ved EM i 2010.
Udtagelsen til OL 2012 kom i stand via Koch og Sommers plads blandt de bedste hidtil ikke kvalificerede nationer ved VM i Barcelona i maj 2012. De fik kort efter selv pladsen til legene.
I sejladserne ved OL 2012 ud for Weymouth blev Koch og Sommer samlet nummer seksten blandt de tyve deltagere. Deres bedste placering var en femteplads i første sejlads. Deres præstation blev af Dansk Sejlunion vurderet til at være den største skuffelse ved legene, og unionen vil ikke satse på 470-jollen frem mod OL 2016.